# Ford Maverick
Ford Maverick (укр. Форд Маверік) — назва, що використовується різними автомобілями американської компанії Ford Motor Company.

## Перше покоління (1993—1998)

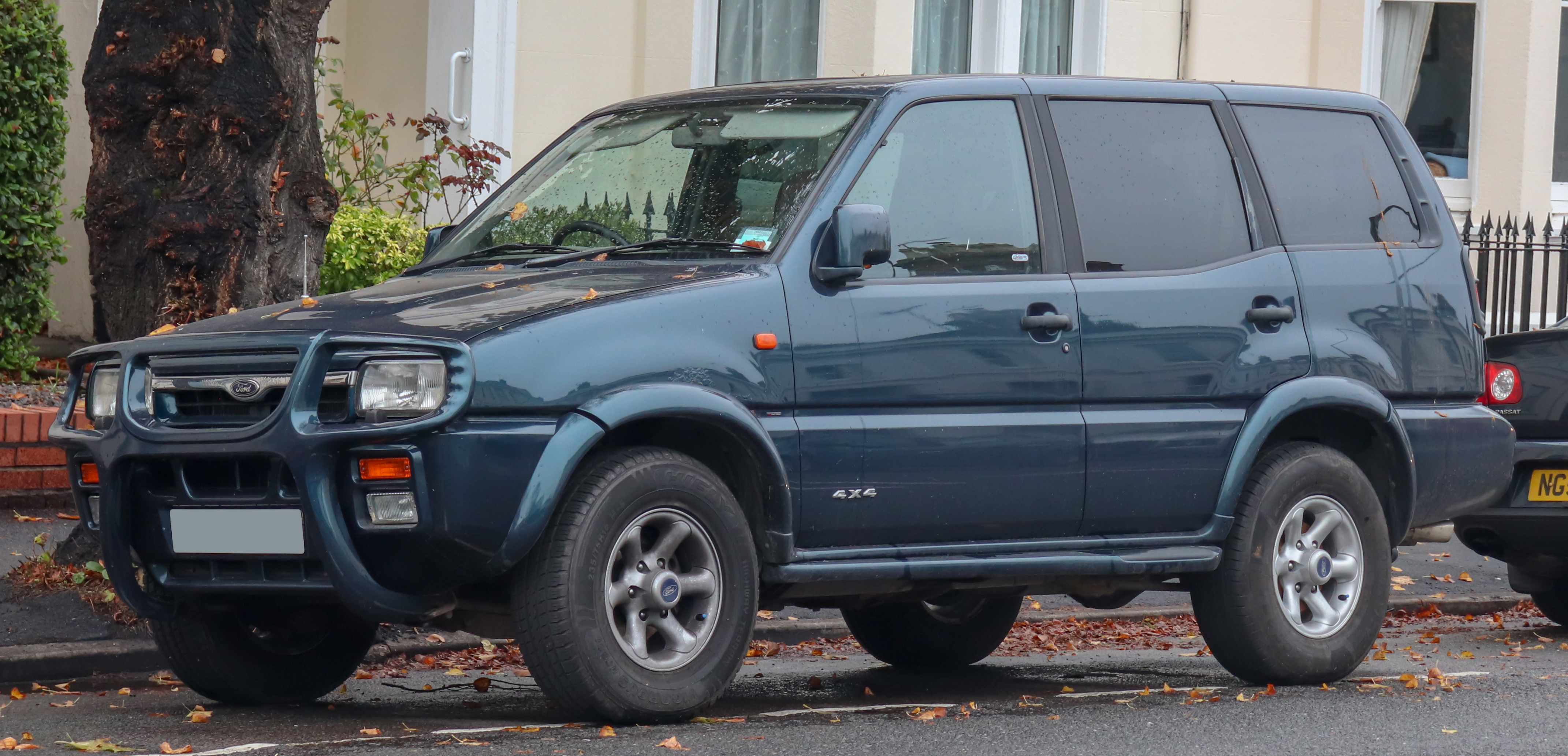
Ford Maverick (1993—1996)

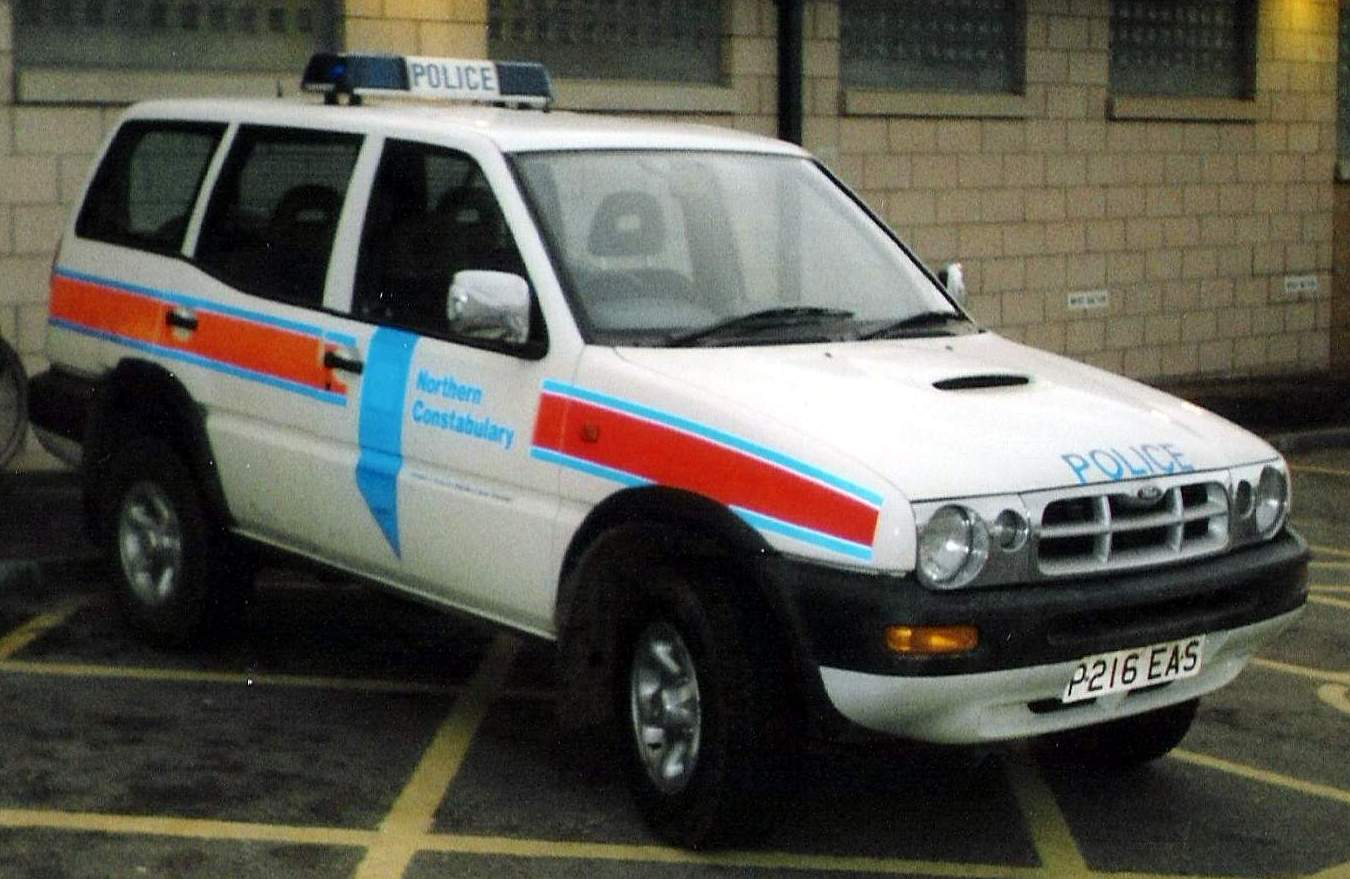
Ford Maverick (1996—1998)

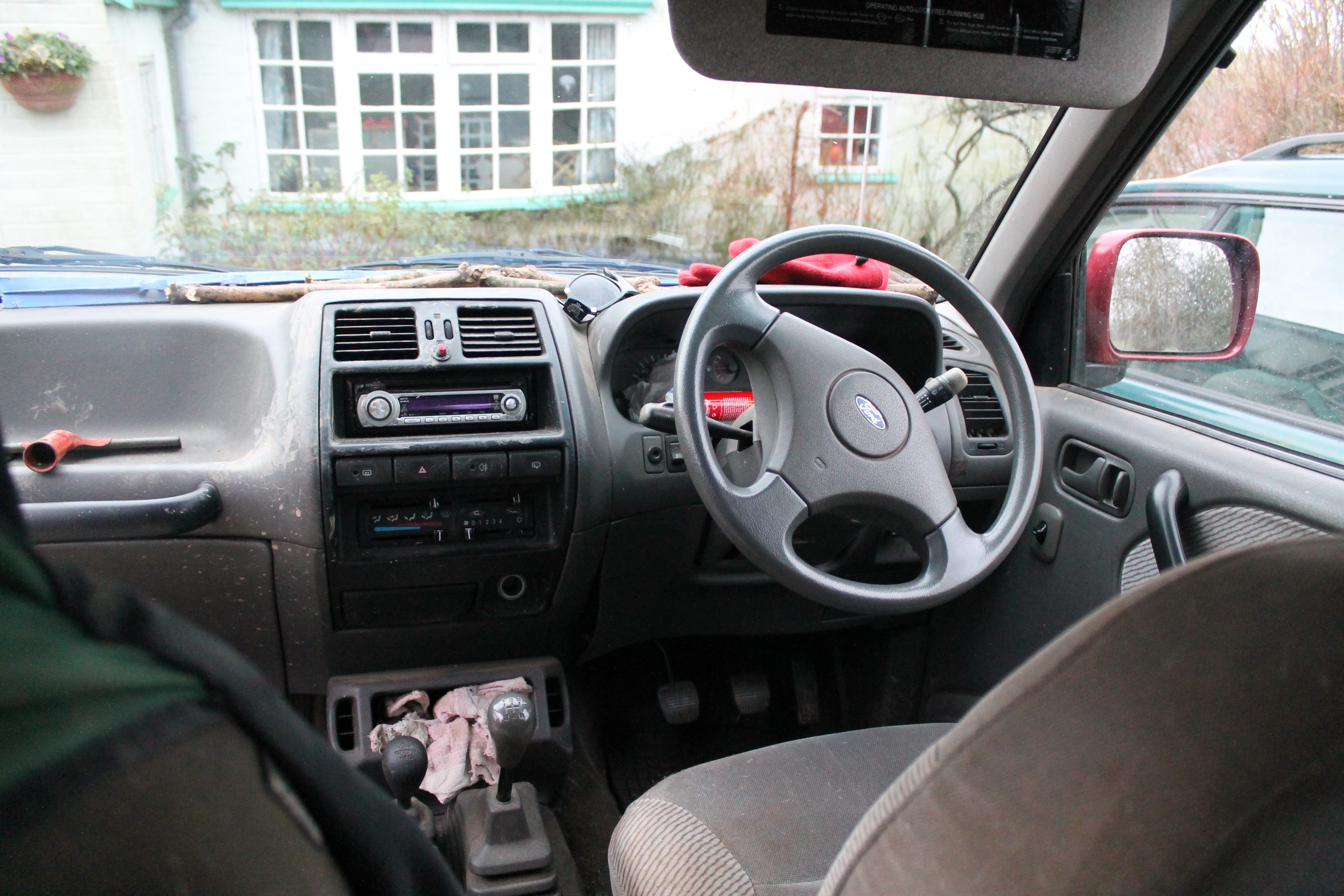
Ford Maverick

У 1993 році в Барселоні з конвеєра заводу Nissan зійшли схожі один на одного Terrano II і Ford Maverick. Дизайн автомобілів розробляла компанія I.DE.A.
Maverick першого покоління мав рамну конструкцію і передній міст, що жорстко підключається (4WD Part Time). Базова комплектація цих моделей включала: гідропідсилювач керма, центральний замок, електродзеркала.
Гамма двигунів складалася з двох варіантів рядного 4-циліндрового силового агрегату. Перший з них — турбодизель об'ємом 2,7 літра і потужністю 99 к.с., а другий — бензиновий інжекторний 12-клапанний двигун об'ємом 2,4 літра і потужністю 124 к.с.
В 1996 році проведена модернізація автомобіля, який отримав чотири передні круглі фари, та модернізований турбодизельний двигун в якому встановили систему електронного управління уприскуванням палива і інтеркулер, що дозволило підвищити потужність.
Модель Ford Maverick продовжували випускати до кінця 1998 року, після чого угоду з Nissan було розірвано.

### Технічні характеристики
| Модель    | Код двигуна | Циліндри | Клапани | Об'єм см³ | Потужність кВт (к.с.) / об/хв | Крутний момент Нм / об/хв | 0-100 км/год с | Швидкість км/год | Роки виробництва |
| --------- | ----------- | -------- | ------- | --------- | ----------------------------- | ------------------------- | -------------- | ---------------- | ---------------- |
| Бензинові |             |          |         |           |                               |                           |                |                  |                  |
| 2.4       | KA24S       | 4        | 12      | 2389      | 91 (124) / 5200               | 194 / 4000                | 13,2           | 159              | 1993 − 1996      |
| 2.4       | KA24S       | 4        | 12      | 2389      | 85 (116) / 4800               | 191 / 3200                | 13,7           | 160              | 1996 − 1998      |
| Дизельні  |             |          |         |           |                               |                           |                |                  |                  |
| 2.7 TD    | TD27Ti      | 4        | 8       | 2663      | 74 (100) / 4000               | 221 / 2000                | 19,0           | 145              | 1993 − 1996      |
| 2.7 TD    | TD27ETi     | 4        | 8       | 2663      | 92 (125) / 3600               | 278 / 2000                | 15,7           | 155              | 1996 − 1998      |

## Друге покоління (2000—2007)

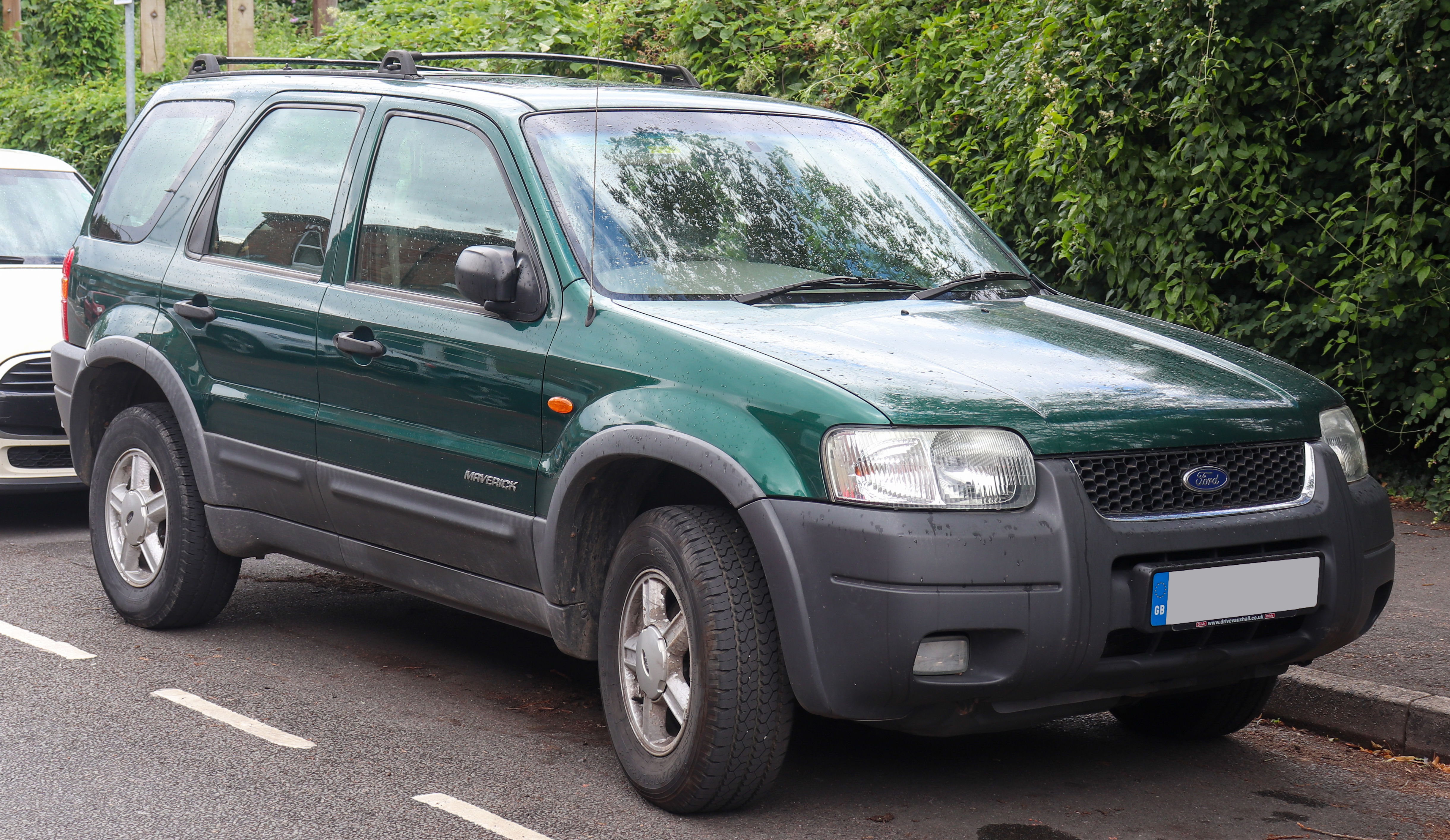
Ford Maverick (2000—2004)

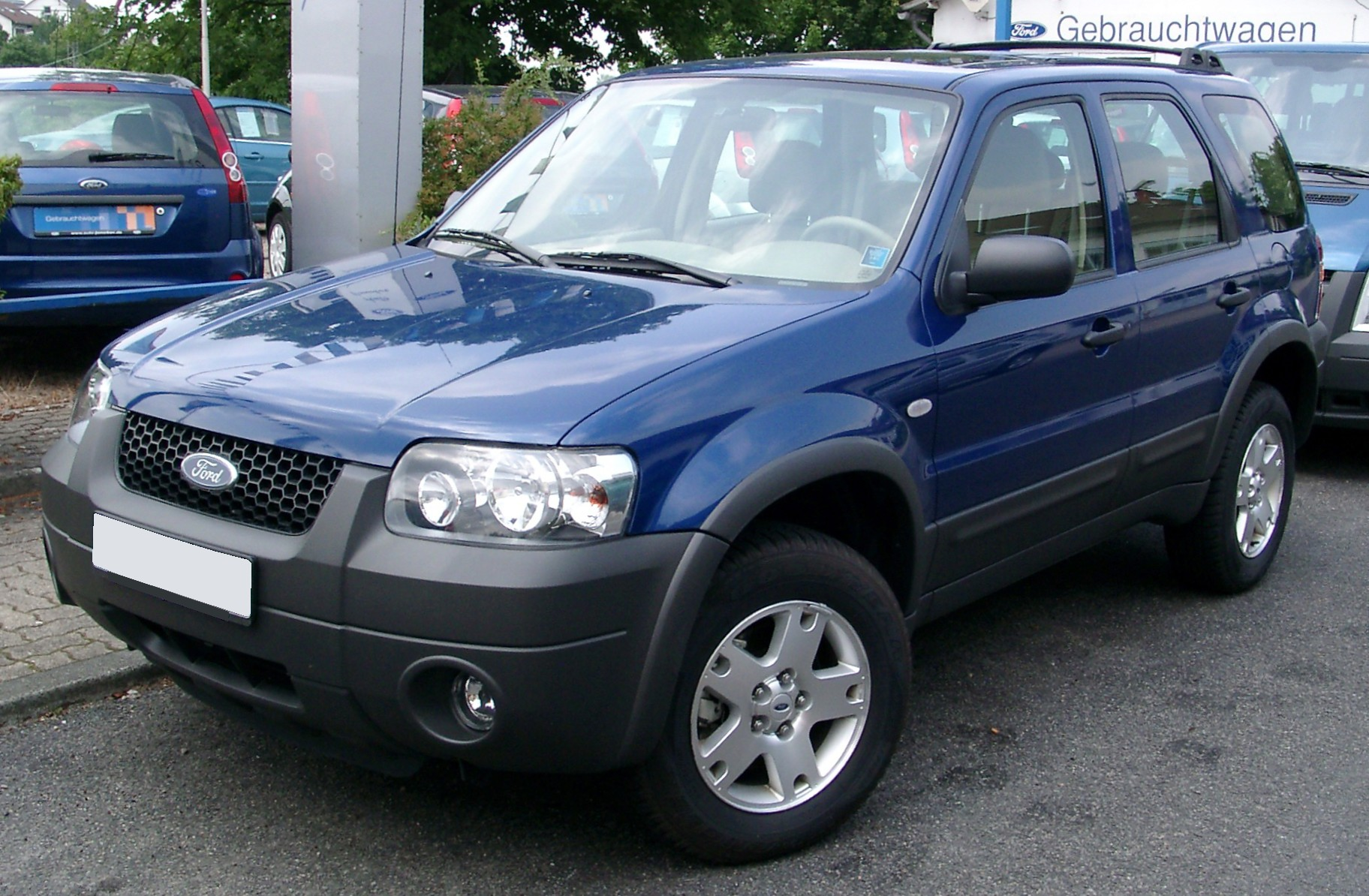
Ford Maverick (2004—2007)

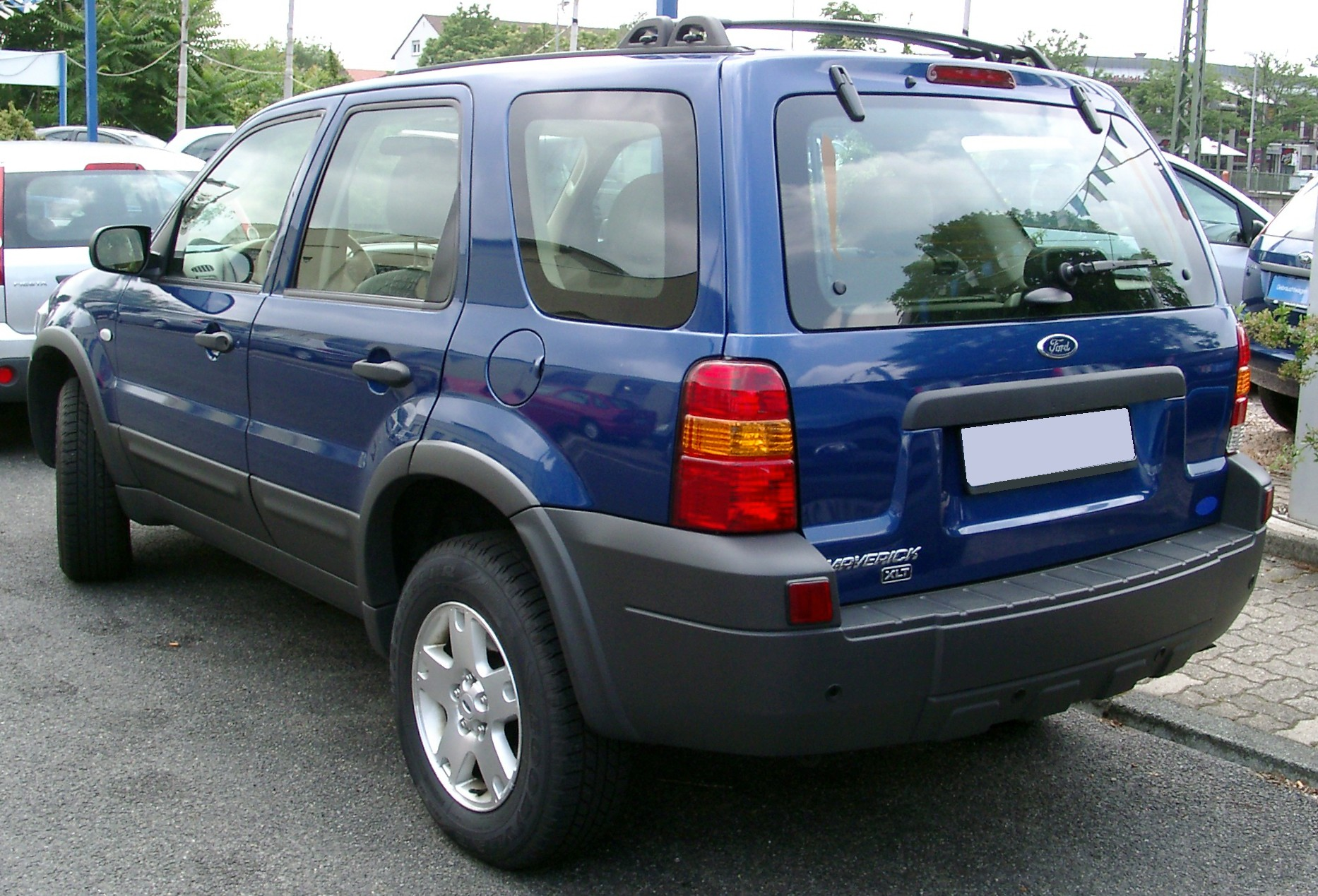
Ford Maverick (2004—2007)

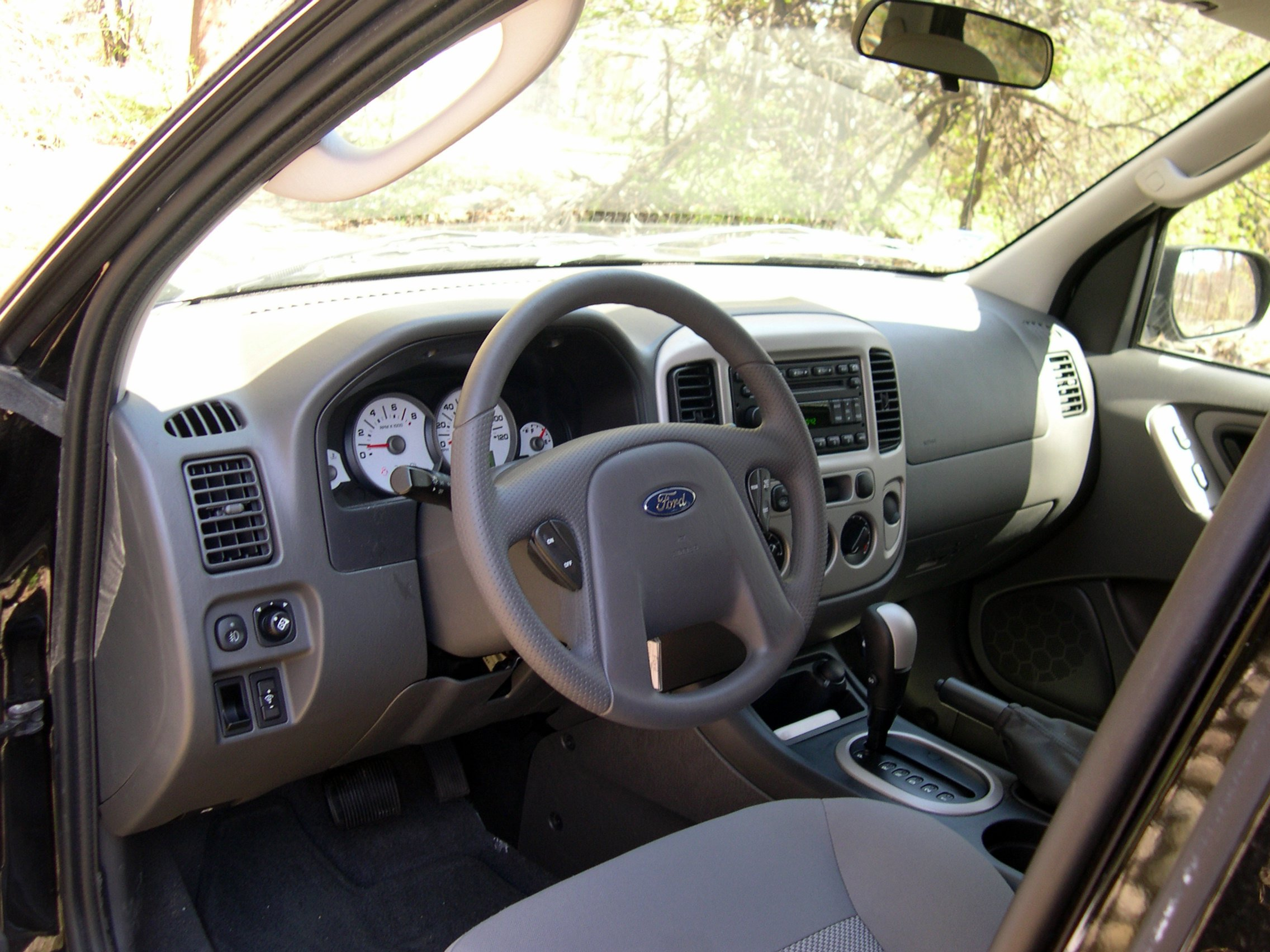
Ford Maverick (2004—2007)

Друге покоління Maverick дебютувало в 2000 році.
У США цю модель називають Escape. Різниця між ними є невелика. Силові агрегати — американського виробництва. 2,0 літровий 16-клапанний двигун сімейства Zetec розвиває 124 к.с., а 3,0 літровий V6 Duratec — 197 к.с.
В 2004 році Ford Maverick модернізували. Автомобіль замість двигуна 2,0 л отримав 16-клапанний двигун Duratec об'ємом 2,3 літра (150 к.с.), а потужність двигуна 3,0 л зросла до 203 к.с.
Кермо Ford Maverick оснащене гідропідсилювачем. Автомобіль комплектується трансмісією Control Trac II, яка забезпечує повний привід. Системою Control Trac II можна управляти через центральну консоль. Режим їзди «Auto» використовується для повсякденної їзди, а режим «4х4» бажано активувати при їзді по бездоріжжю. Важливо згадати, що Ford Maverick другого покоління не оснащуються механізмом блокування міжколісних диференціалів, для нього також недоступний понижуючий ряд передач. Гальмівна система представлена дисковими гальмами спереду і ззаду. У стандартну комплектацію автомобіля входять система особистої безпеки «Personal Safety System», антиблокувальна система гальм, система допомоги при екстреному гальмуванні, шість подушок безпеки, передні електросклопідйомники, тканинна оббивка сидінь, підсилювач керма, протитуманні фари, тоноване скло і задній склоочисник. 

### Технічні характеристики
| Модель    | Циліндри | Клапани | Об'єм см³ | Потужність кВт (к.с.) / об/хв | Крутний момент Нм / об/хв | 0-100 км/год с | Швидкість км/год | Роки виробництва |
| --------- | -------- | ------- | --------- | ----------------------------- | ------------------------- | -------------- | ---------------- | ---------------- |
| Бензинові |          |         |           |                               |                           |                |                  |                  |
| 2.0       | Р4       | 16      | 1988      | 91 (124) / 5300               | 175 / 4500                | 13,5           | 166              | 2000 − 2004      |
| 2.3       | Р4       | 16      | 2261      | 110 (150) / 5700              | 200 / 4000                | 10,7           | 171              | 2004 − 2007      |
| 3.0 V6    | V6       | 24      | 2967      | 145 (197) / 6000              | 265 / 4750                | 10,5           | 190              | 2000 − 2004      |
| 3.0 V6    | V6       | 24      | 2967      | 149 (203) / 6000              | 262 / 4850                | 10,5           | 188              | 2004 − 2007      |

## Пікап (з 2021)

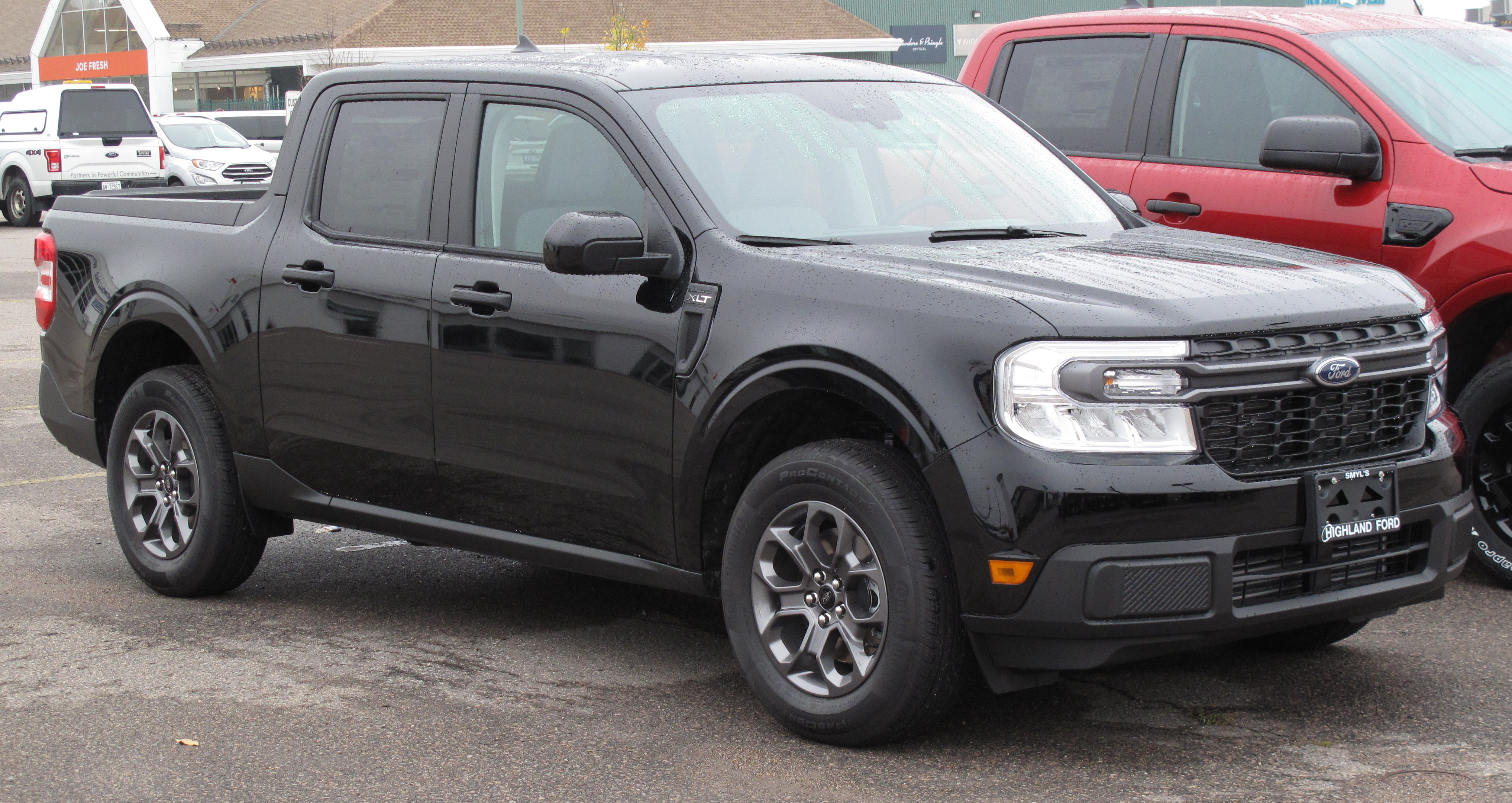
Ford Maverick XLT AWD (2021–2024)

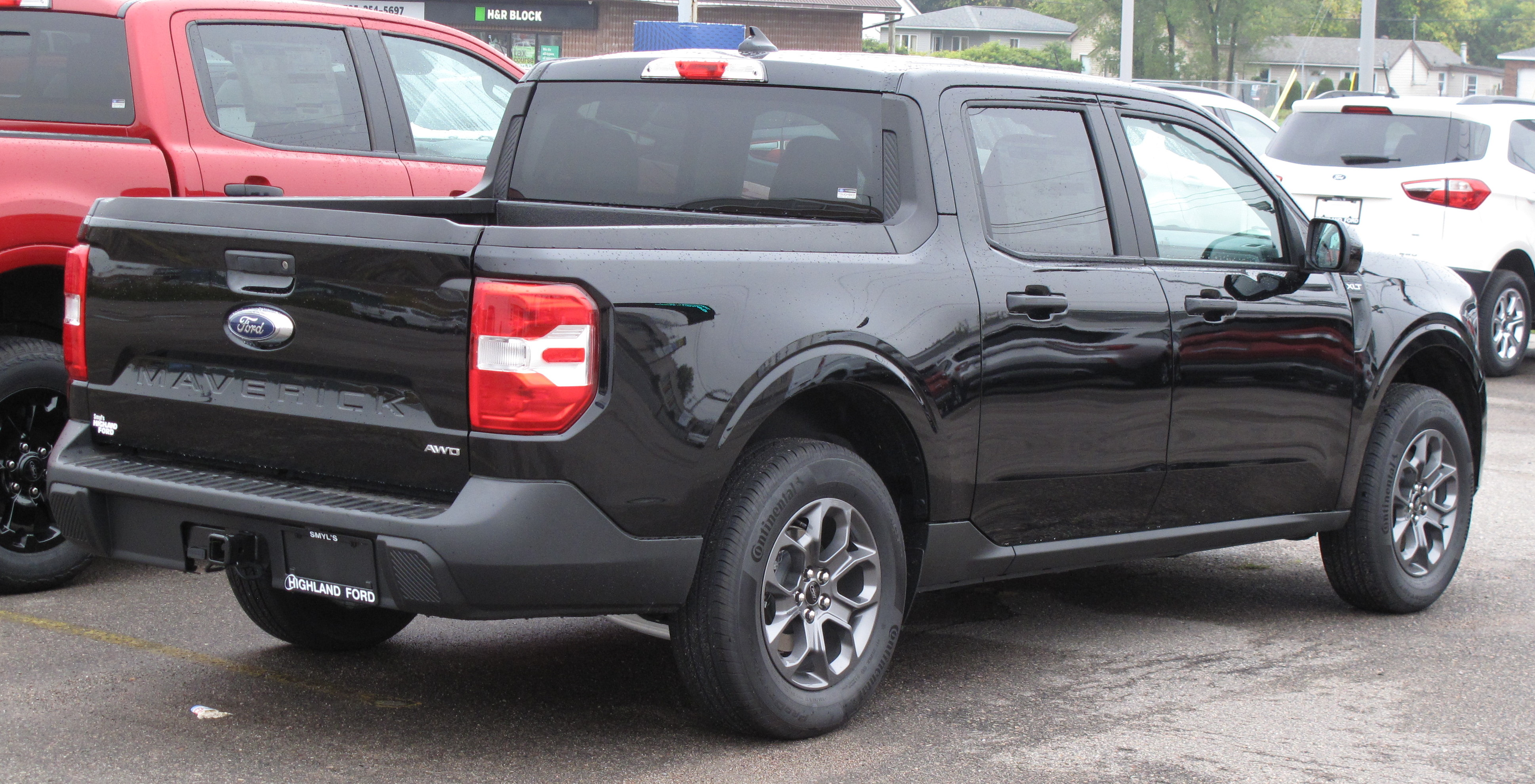
Ford Maverick XLT AWD (2021–2024)

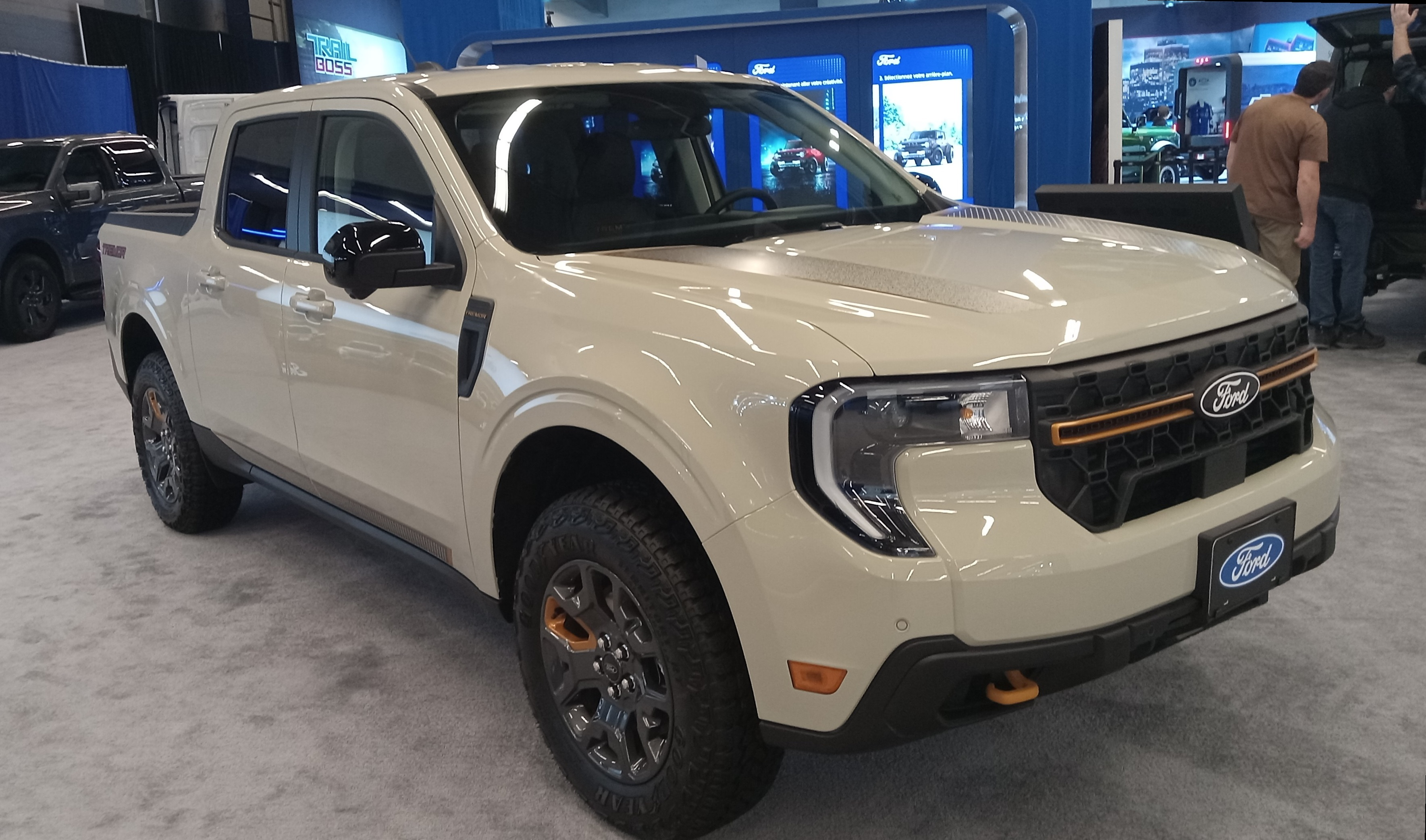
Ford Maverick Tremor (з 2024)

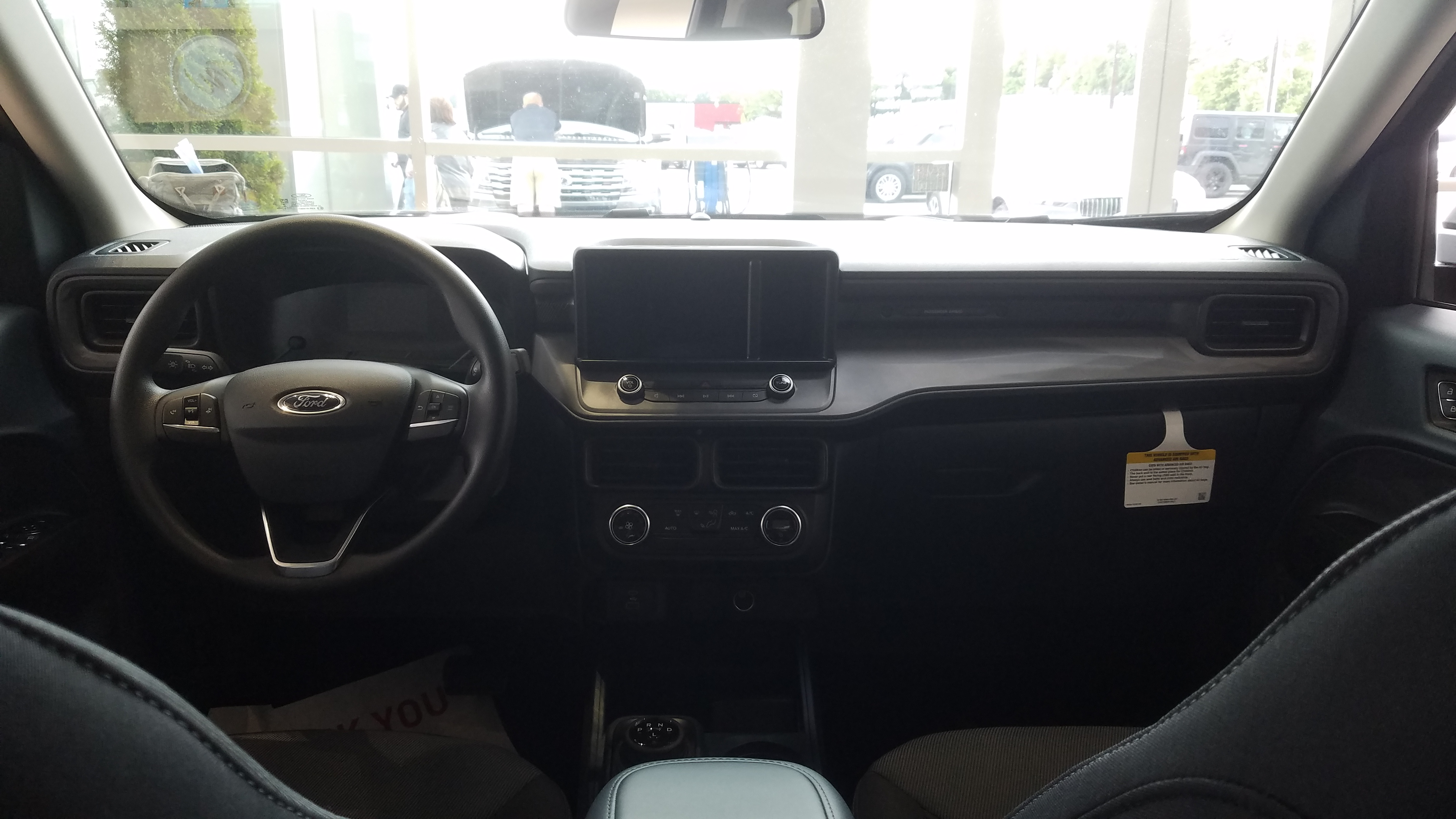

Пікап Ford Maverick був представлений 8 червня 2021 року як найменша вантажівка, що продається компанією. Maverick базується на платформі Ford C2 на передньому приводі, від Ford Escape та Bronco Sport, і пропонується з гібридною силовою установкою в стандартній комплектації. Він надійшов у продаж наприкінці 2021 року  —на початку 2022 модельного року.

### Двигуни
- 2.0 L EcoBoost I4 turbo
- 2.5 L Duratec iVCT Atkinson cycle I4 hybrid

### Продажі
| рік  | США    | Канада | Мексика |
| ---- | ------ | ------ | ------- |
| 2021 | 13,259 | 1,504  | 847     |
| 2022 | 74,370 |        |         |

## Інші ринки
- Компактний легковий автомобіль, що продавався в Північній Америці та Бразилії з 1970 по 1979 рік.
- Перелицьований позашляховик Nissan Patrol Y60 з 1988 до 1994 рік продавався в Австралії відповідно до плану Button.

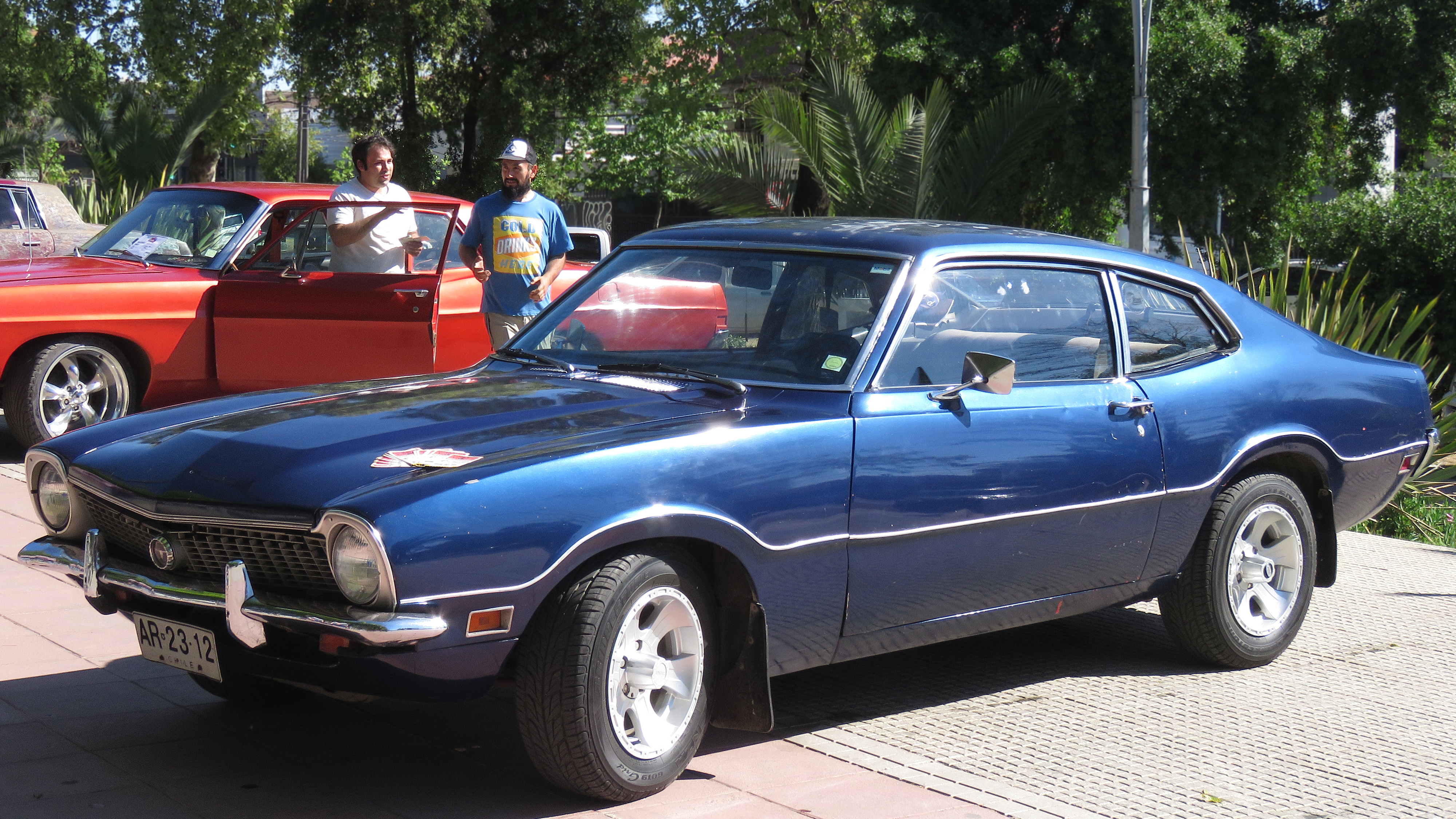
Ford Maverick (1970-1979)
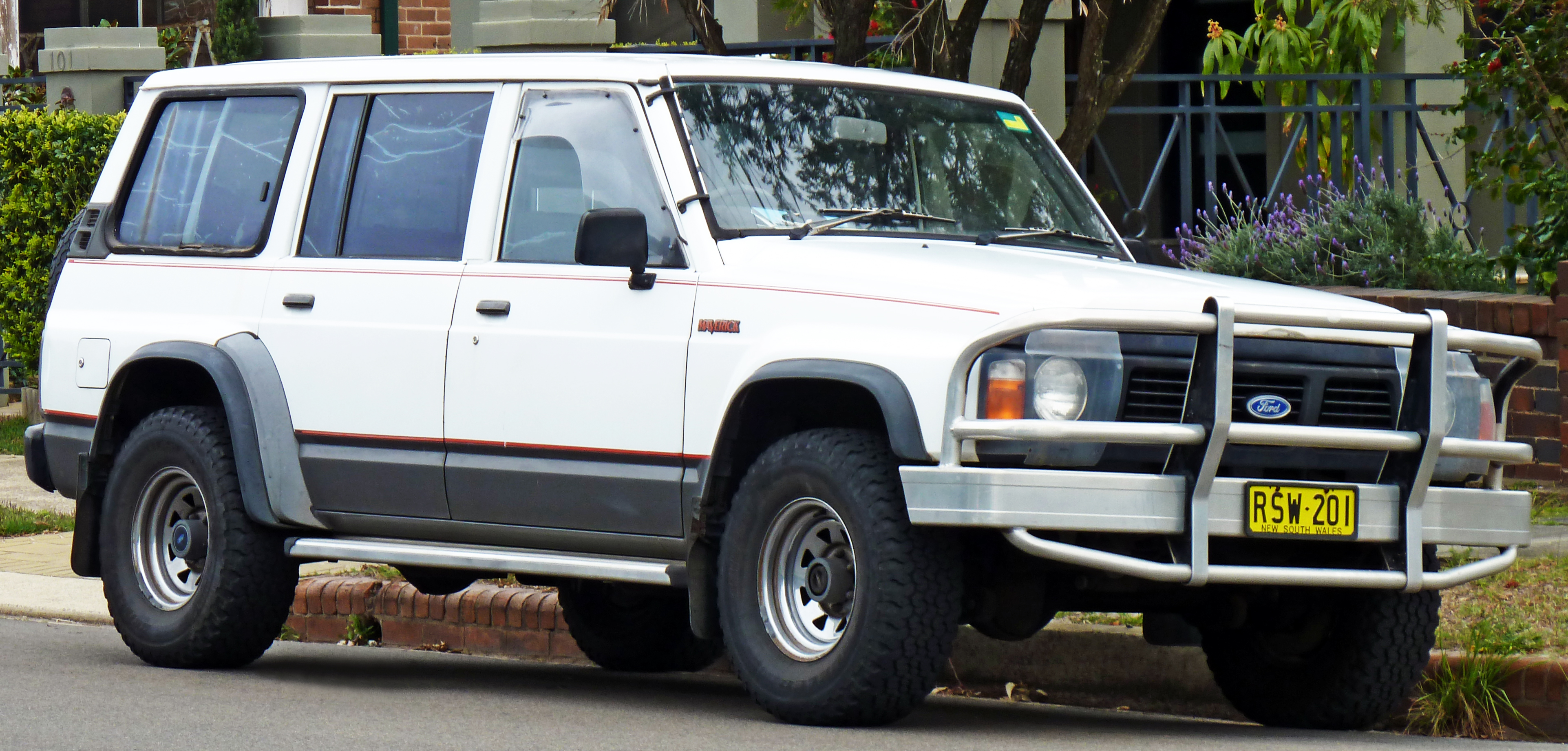
Ford Maverick (1988-1994)